# Observationes mycologicae (книга Персона)
Observationes mycologicae («Микологические наблюдения») — работа в двух томах, написанная южноафриканским и нидерландским микологом Христианом Генрихом Персоном (1761/1762—1836).

## Общая информация
Полное название работы — Observationes mycologicae. Seu discriptiones tam novorum, quam notabilium fungorum exhibitae a C.H. Persoon.
Первый том работы, Pars prima, был издан в 1796 году в Лейпциге. В него входило 115 страниц и 6 цветных гравюр на меди, выполненных Кристианом Андреасом Беземаном (1760—1818). Также в первом томе имеется короткое посвящение нидерландскому ботанику Себальду Юстинусу Брюгмансу (1763—1819). Дополнения и исправления к этому тому были изданы Персоном в том же году в журнале Пауля Устери (1768—1831) Annalen der Botanik. Второй том «Наблюдений», Pars secunda, с 106 страницами и ещё 6 гравюрами, был издан в Лейпциге и Люцерне через четыре года, примерно в июне 1800 года, однако на титульном листе книги указана дата «1799». В некоторых копиях второго тома имеется обновлённый титульный лист уже с датой «1800». Второй том работы посвящён английскому ботанику Джеймсу Эдварду Смиту (1759—1828).
В 1967 году в Нью-Йорке было издано факсимиле «Наблюдений». Титульный лист и колофон книги были обновлены.
Названия грибов, опубликованные в работе Observationes, не считаются действительными, если они не были приняты Элиасом Фрисом в работах Systema mycologicum 1821 года или Elenchus fungorum 1828 года.